# John Sheppard (compositor)
John Sheppard, a veces escrito Shepherd (nacido hacia 1515, fallecido en diciembre de 1558), fue un organista y compositor inglés.

## Biografía
Habría comenzado a componer en 1534. De 1543 a 1548, fue director de coro del Magdalen College de Oxford. En 1552 fue caballero de la Capilla Real, donde permaneció posiblemente hasta su muerte. 
Sus obras, ricamente polifónicas, comprenden algunos motetes, dos Magnificats, y cinco misas, una de las cuales está inspirada en la melodía The Western Wynde, y otras en los cantos religiosos en lengua inglesa para el rito Sarum, antigua liturgia de Salisbury. Con Tallis, Byrd y Robert White, es un referente de la extraordinaria floración de la polifonía en la Inglaterra de los Tudor.

## Obras
Misas
- Missa Cantate
- The Western Wynde
- Be not afraid
- The Frences Mass
- The Plainsong Mass for a Mean

En lengua inglesa
- Cristo Rising Again
- I Give You a New Commandement
- O Happy Dames
- The Lord's Prayer
- Rejoice in the Lord
- Vain, vain, all our life we spend in vain

## Discografía
- Stile Antico, Music for Compline (Harmonia Mundi, 2006)
- Stile Antico, Media vita (Harmonia Mundi, 2009)
  - The Hilliard Ensemble, Audivi Vocem (ECM Récords, 2008)
- The Sixteen dir. Harry Christopher, Church music by John Sheppard en 4 volúmenes (Hyperion Récords, 1988-1992)
- The Sixteen, Ceremony and Devotion (Hyperion Récords, 2010)
- The Tallis Scholars (dir. Peter Phillips), John Sheppard: Media vita (Gimell Récords, 1989)
- The Tallis Scholars, Western Wind Masas (Gimell Récords, 1993)
- The Tallis Scholars, The Tallis Scholars sing Tudor Church Music, Volumen Two, (Gimell Récords, 2008)